# Adenoma nefrogenico
L'adenoma nefrogenico, o adenoma nefrogenico della vescica urinaria, come dice il nome è una neoplasia della vescica urinaria, generalmente benigna, si può trasformare in maligna. Si tratta di una lesione rara che potrebbe essere confusa o erroneamente diagnosticata come una serie di lesioni maligne.

## Epidemiologia
Colpisce principalmente soggetti maschi (rapporto maschio-femmina 2:1) di età compresa tra i 4 e gli 81 anni. Più comune negli adulti, è stato anche riportato nei bambini (10% dei casi). Tende a colpire la vescica urinaria, l'uretra, l'uretere e la pelvi renale con una frequenza decrescente. Si trova più comunemente nel collo della vescica urinaria e nell'uretra adiacente.

## Eziologia
Si osserva un aumento dell'incidenza dell'adenoma nefrogenico in seguito a trapianti di organi e immunosoppressione. È stato affermato che nei pazienti sottoposti a trapianto renale l'adenoma nefrogenico deriva da cellule tubulari renali esfoliate e impiantate nel tratto urinario. È stato anche affermato che, in altri pazienti, l'adenoma nefrogenico sembrerebbe essere metaplastico e non una neoplasia.
È associato a:
- infiammazione di lunga durata[6]
- instillazioni intravescicali di Bacillo di Calmette-Guérin o tiotepa
- calcoli delle vie urinarie
- cateterizzazione cronica
- estrofia vescicale
- cistite interstiziale
- malacoplachia
- anomalie mülleriane
- interventi chirurgici
- monosomia 9
- trisomia 7

## Patogenesi
Esiste una certa incertezza sull'origine della lesione, ma sono state proposte diverse ipotesi riguardo la sua patogenesi tra cui:
- una lesione metaplastica
- potrebbe derivare da tessuto embrionale
- potrebbe derivare da tessuto embrionale mesonefroide
- potrebbe essere una metaplasia che occasionalmente coesiste con il carcinoma uroteliale multifocale[7][8][9]

## Anatomia patologica
All'esame microscopico si presenta con strutture papillari o criptiche, composte da piccoli tubuli cavi simili ai tubuli mesonefrici, generalmente rivestiti da un singolo strato di cellule cuboidali o a forma di chiodo di garofano, che circondano secrezioni eosinofile o basofile.
Le cellule tendono ad avere un citoplasma chiaro/eosinofilo, con nuclei piccoli e nucleoli non prominenti. Possono presentare una membrana basale ispessita. Di solito si osservano infiltrati infiammatori (plasmacellule e linfociti) ed edema stromale. C'è il coinvolgimento della lamina vera e propria, ma non della muscolatura. La maggior parte dei casi presenta anche un pattern cistico e occasionalmente sono pseudoinfiltrativi, possono contenere meno del 10% di cellule chiare e possono avere piccole strutture papillari sottili sulla superficie. Raramente, la mucina blu luminare comprime i nuclei, dando un aspetto simile ad un anello con castone. Possono essere presenti minime tracce i atipia e figure mitotiche.
Non si osservano segni di necrosi né di desmoplasia. Per quanto riguarda il sottotipo fibromixoide di adenoma nefrogenico, si osservano cellule fusiformi compresse all'interno di uno sfondo fibromixoide con solo rare strutture tubulari e simili a corde, che imitano un carcinoma mucinoso. Le lesioni di adenoma nefrogenico dell'uretra prostatica assomigliano strettamente a un adenocarcinoma della prostata e sono AMACR+.
Alla cistoscopia, si può osservare un aspetto vellutato della mucosa vescicale, che può essere spesso confuso con un carcinoma papillare uroteliale a causa dell'aspetto della lesione. Esso presenta una colorazione positiva con i seguenti metodi:
- AE1/AE3 (pancitocheratina), CAM5.2, CK7, CK20 ed EMA[4]
- CA-125, PAX8 e PAX2 (dall'89 al 100%)[11]
- debole colorazione positiva con PAS o PAP (33%)[12]
- positività variabile con P504S[12]
- il muco luminale è positivo al PAS e alla mucicarmina[4]

mentre risulta negativa alla colorazione con CK903, p63 e CD10 (possono essere positivi focalmente).

## Clinica

### Segni e sintomi
L'adenoma nefrogenico della vescica urinaria tende a manifestarsi con sintomi irritativi della vescica, tra cui frequenza e urgenza urinaria, raramente con ematuria.

### Diagnosi differenziale
Alcune delle diagnosi differenziali dell'adenoma nefrogenico della vescica urinaria includono:
- Adenocarcinoma a cellule chiare (CCA): il CCA si verifica generalmente nelle donne, ma manca di caratteristiche cliniche dell'adenoma. Tende a formare tumori di grandi dimensioni e microscopicamente mostra principalmente cellule chiare. C'è un'atipia marcata e l'invasione della muscularis propria. Vi è inoltre un alto tasso mitotico, è presente necrosi e vi è una percentuale elevata di Ki-67. Nel CCA solitamente PAX2 è negativo (anche se la distinzione viene generalmente fatta su base morfologica), inoltre mostra una forte colorazione con p63.[14][15][16]
- Endocervicosi: può assomigliare alla variante mucinosa dell'adenoma nefrogenico.[4]
- Carcinoma papillare uroteliale: un'altra diagnosi differenziale che può essere confusa con l'adenoma nefrogenico, ma nel carcinoma papillare uroteliale ci sono più di 1 strato di cellule di tipo uroteliale con atipia.[4]
- Adenocarcinoma prostatico della vescica: può imitare l'adenoma nefrogenico della vescica, ma c'è una maggiore atipia e una forte colorazione immunoistochimica positiva con PSA.[4]
- Variante a nidi del carcinoma uroteliale della vescica: può somigliare all'adenoma nefrogenico della vescica, ma, caratteristicamente, nella variante a nidi del carcinoma uroteliale ci sono degenerazioni cistiche dei nidi e non uno strato singolo, e c'è un'atipia marcata.[4]

## Trattamento
Il trattamento dell'adenoma nefrogenico della vescica urinaria consiste nella resezione della lesione dalla vescica, ma la lesione potrebbe recidivare, per questo motivo è stato raccomandato un follow-up a lungo termine. L'adenoma nefrogenico della vescica potrebbe regredire se la causa sottostante associata viene rimossa. In considerazione del raro caso riportato di trasformazione maligna, si raccomanda un follow-up a lungo termine con cistoscopia.
È stato riportato il caso di un ragazzo di 12 anni con adenoma nefrogenico della vescica urinaria, trattato con sodio ialuronato.